# Romeo i Julia (musical)
Romeo i Julia – musical teatru Studio Buffo w reżyserii Janusza Józefowicza na podstawie dramatu "Romeo i Julia" Williama Shakespeare’a, którego premiera miała miejsce 8 października 2004 roku w hali widowiskowej Torwar. Zyski ze spektaklu wspierały akcję Avonu Wielka kampania życia.  

## Twórcy
Muzykę do musicalu skomponował Janusz Stokłosa, libretto napisała Agata Miklaszewska, pod pseudonimem Jan Wermer. Za dialogi do musicalu odpowiadał Bartosz Wierzbięta.   

## Tematyka
Musical jest młodzieżową, współczesną wersją dramatu Shakespeare'a. Głównym tematem jest miłość dwojga młodych ludzi, którzy są skonfliktowani ze swoimi rodzicami.  

## Powiązane publikacje
29 grudnia 2004 roku w TVP 1 wyemitowane zostało nagranie pierwszej części spektaklu. Premiera drugiej części miała miejsce 30 grudnia 2004 roku. 
Muzyka z musicalu została wydana na płycie pt. "Romeo i Julia", wydano także płytę karaoke pt. "Możesz zostać Julią", na której zamieszczone są podkłady do piosenek z musicalu. 

## Nowa wersja
5 sierpnia 2018 roku w Toruniu miała miejsce premiera nowej, futurystycznej wersji musicalu – wzbogaconej o efekty trójwymiarowe i wodne. Tytuł nowej produkcji to „Romeo i Julia 3D na wodzie”. Premiera odbyła się 24 września 2018 r. w Studio Buffo. Spektakl trwa około 110 minut i jest grany bez przerwy.
W obsadzie spektaklu znaleźli się: Antonina Goworek, Kalina Józefowicz, Maksymilian Więckowski, Magdalena Dąbkowska, Małgorzata Lewińska, Mariola Napieralska, Mariusz Czajka, Mateusz Jakubiec, Jakub Kamiński, Marcin Tyma, Jan Kraska, Paweł Orłowski, Michał Derlicki, Błażej Ciszek, Jerzy Grzechnik, Rafał Poniedzielski i Natasza Urbańska.